# Renault Type HU
Der Renault Type HU war ein Personenkraftwagenmodell der Zwischenkriegszeit von Renault. Er wurde auch 40 CV genannt.

## Beschreibung
Die nationale Zulassungsbehörde erteilte am 6. Januar 1921 seine Zulassung. Im  gleichen Jahr endete die Produktion. Als Variante des Renault Type HF hatte das Modell weder Vorgänger noch Nachfolger. 
Der wassergekühlte Sechszylindermotor mit 110 mm Bohrung und 160 mm Hub hatte 9123 cm³ Hubraum. Die Motorleistung wurde über eine Kardanwelle an die Hinterachse geleitet. Die Höchstgeschwindigkeit war je nach Übersetzung mit 71 km/h bis 93 km/h angegeben.
Bei einem Radstand von 399,4 cm und einer Spurweite von 150 cm war das Fahrzeug 507,5 cm lang und 176 cm breit. Der Wendekreis war mit 15 bis 16 Metern angegeben. Das Fahrgestell wog 1600 kg. Zur Wahl stand ein Torpedo.